# Tricoceps curvispina
Tricoceps curvispina är en insektsart som beskrevs av William Lucas Distant 1965. Tricoceps curvispina ingår i släktet Tricoceps och familjen hornstritar. Inga underarter finns listade i Catalogue of Life.